# 197 Arete
197 Arete è un asteroide della fascia principale del diametro medio di circa 29,18 km. Scoperto nel 1879, presenta un'orbita caratterizzata da un semiasse maggiore pari a 2,7402623 UA e da un'eccentricità di 0,1601157, inclinata di 8,79341° rispetto all'eclittica.
Il suo nome è dedicato ad Arete, nell'Odissea madre di Nausicaa e moglie di Alcinoo, re dei Feaci.